# حلوى بقاديلو
حلوى بقاديلو (بالإسبانية: Bocadillo) أو وجبة خفيفة من الجوافة، وتُسمي أيضًا مربى الجوافة أو معجون الجوافة، هي حلوى من أمريكا الاتينية تُصنع من لُبّ الجوافة والبانيلا، وتُستهلك بكثرة في كولومبيا، وكوستاريكا، والإكوادور، وبنما، وفنزويلا. ويمكن إنتاج حلوى مشابهة من فواكه أخرى مثل الموز، وجوز الهند.
تُعَدّ مدينة فيليز، في إدارة سانتاندير بكولومبيا، مركزًا رئيسيًا لإنتاج هذه الحلوى، مما منحها الاسم البديل بقاديلو فيليينيو. وفي عام 2006، رُشِحت حلوى البقاديلو فيليينيو لتكون رمزًا ثقافيًا لكولومبيا في المسابقة التي نظمتها مجلة سيمانا.
في فنزويلا، طريقة الاستهلاك مشابهة لتلك في كولومبيا، حيث يُطلق على المنتج أحيانًا اسم كونسيرفا دي غوايابا.
عادةً ما تُقدم البقاديلو مع الجبن مَفْرودا على الخبز، أو يُؤكل بمفرده. وغالبًا ما يكون على شكل كتلة مستطيلة صغيرة، ذات قوام متماسك ولون أحمر غامق، مما يمنحه مظهرًا مشابهًا لحلوى السفرجل الإسبانية.
تشبه البقاديلو إلى حد كبير الحلوى البرازيلية المعروفة باسم غويابادا، والتي تُصنع أيضًا من الجوافة ولكن مع كمية أقل من السكر.

## طريقة التحضير
تُحضَّر البقاديلو بطريقة مشابهة للفاكهة المحفوظة. تُغسل ثمار الجوافة أولًا وتُقشَّر قبل أن تُهرس إلى لُبّ، ثم يُصفَّى اللب لإزالة البذور. بعد ذلك، يُغلى اللب في الماء مع البانيلا أو السكر الأبيض على درجة حرارة منخفضة لعدة ساعات حتى يصل المزيج إلى قوام سميك. يُترك الخليط ليبرد بحيث يمكن تشكيله على هيئة قوالب. ويكتسب قوامه المتماسك بعد أن يبرد تمامًا.
تُغلَّف البقاديلو تقليديًا بشكل فردي في اوراق شجر البيخاو للمحافظة عليها وتعزيز نكهتها.